# گسترش ادیان در عالم
گسترش ادیان مختلف در عالم و پراکندگی آنها در طول تاریخ با ظهور، و با تلاش پیروان هر یک از این ادیان در نشر و گسترش آن میان دیگر مردمان، دستخوش تغییراتی شده‌است.
مانند تمام آمارگیری‌ها، آمارگیری‌هایی که در این زمینه انجام شده‌اند نیز خالی از خطا نیستند. بین نتایجی که در آمار منتشر شده در دانشنامهٔ بریتانیکا در سال ۲۰۰۲ منتشر شده، با نتایج آمارگیری‌های جدیدتر در سال ۲۰۰۵ اختلافاتی وجود دارد که احتمالاً ناشی از نمونه‌گیری نامتناسب در یکی یا هر دوی این آمارگیری‌ها بوده‌است.
نکته دیگر که شایان توجه است آن است که در این آمارگیری‌ها مبنای تقسیم افراد به پیروان ادیان مختلف همواره یکسان نیست. در برخی کشورهای اسلامی، افرادی که در خانواده‌های مسلمان به دنیا می‌آیند مجاز به تغییر مذهب یا دین خود نیستند، و بنا بر این، صرف‌نظر از این که تا چه اندازه اصول اسلامی را رعایت می‌کنند، در آمارها مسلمان شمرده می‌شوند. مشابه همین امر در کشورهای غربی حکمفرما است، به نحوی که احتمال می‌رود بخشی از افرادی که مسیحی دانسته می‌شوند، در عمل به بسیاری از اصول آیین مسیح پایبند نباشند. 

## پراکندگی بر اساس تعداد کشورها
بر طبق گزارش دانشنامهٔ بریتانیکا در سال ۲۰۱۰ در رابطه با گسترش ادیان مختلف از نظر پراکندگی در کشورهای جهان، مسیحیت با پراکندگی در در ۲۳۲ کشور و سپس دین بهائی با پراکندگی در ۲۲۱ کشور و بعد اسلام با پراکندگی در ۲۰۹ کشور در رتبه‌های اول تا سوم از این نظر قرار گرفته‌اند.

## پراکندگی بر اساس تعداد پیروان

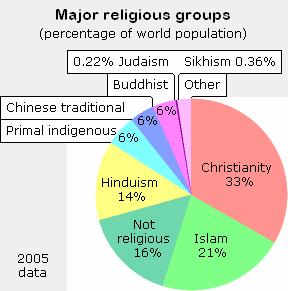
گسترش ادیان اصلی در دنیا در سال ۲۰۰۵. جمع اعداد ذکر شده به درصد بیش از ۱۰۰ می‌شود، زیرا این اعداد رو به بالا گرد شده‌اند.

اگر تعداد افرادی که از هر یک از ادیان پیروی می‌کنند را ملاک مقایسه قرار دهیم، مطابق آمار یادشده در بالا، مسیحیت با ۳۲٫۹٪ از مردمان زمین در رتبه اول قرار دارد، و به دنبال آن دین اسلام با ۱۹٫۸٪ و آئین هندو با ۱۳٫۳٪ قرار می‌گیرند. به همین ترتیب، افراد بی‌دین ۱۲٫۵٪ از مردم دنیا را تشکیل می‌دهند که در رتبه چهارم قرار می‌گیرند.
هم‌چنین مطابق آمارهای جدیدتر (۲۰۰۵) آیین مسیحیت با گسترش در ۳۳٪ نوع بشر، بیشترین گسترش را روی کرهٔ خاکی دارد، و پس از آن اسلام با گسترش ۲۱٪، بی‌دینی با گسترش ۱۶٪ و آیین هندو با گسترش ۱۴٪ قرار دارند.
به این ترتیب، حدود ۲٫۱ میلیارد نفر در سراسر عالم، پیرو آئین مسیحیت هستند (که این شامل مجموع تمامی زیر شاخه‌های این دین، نظیر ارتدکس، کاتولیک و غیره می‌شود)، ۱٫۳ میلیارد نفر مسلمان هستند (که از این میان ۹۴۰ میلیون سنی و ۱۲۰ میلیون شیعه هستند) و جمع افراد بی‌دین و ضد دین به ۱٫۱ میلیارد نفر می‌رسد. تعداد پیروان آیین هندو نیز به یک میلیارد نفر می‌رسد.